# Week-end a Zuydcoote
Week-end a Zuydcoote (Week-end à Zuydcoote) è un film del 1964 diretto da Henri Verneuil.
Film di guerra con protagonisti Jean-Paul Belmondo e una giovanissima Catherine Spaak.

## Trama
Giugno 1940. Le truppe inglesi e francesi si ammassano sulla spiaggia di Zuydcoote (Dunkerque), nel tentativo di imbarcarsi per l'Inghilterra. Pochi i reparti organizzati e molti soldati sbandati. Fra questi Julien Maillat, il quale cerca in ogni modo di farsi imbarcare. Non riuscendoci e tornando indietro, trova due sbandati che stanno usando violenza ad una ragazza e li uccide. Jeanne si offre al suo difensore che, profondamente turbato per gli amici che ha visto morire, la invita ad andare via insieme. Quando Jeanne raggiungerà Julien sulla spiaggia, lo troverà cadavere: la guerra ha travolto i sogni di amore e tranquillità.

## Produzione
Il film, che segna la terza collaborazione di Jean-Paul Belmondo col regista Verneuil, su sette film girati insieme, è un'ottima ricostruzione storica di ciò che accadde sulle spiagge di Dunkerque, durante l'Operazione Dynamo.

## Distribuzione
Il film è del 1964, ma in Italia, nonostante la nostra coproduzione, è stato distribuito nel 1966, venendo vietato ai minori di 14 anni.